# Paddy Bermingham
Patrick Joseph „Paddy” Bermingham (ur. 15 marca 1886 w Moyasta, zm. 19 stycznia 1959 w Dublinie) – irlandzki lekkoatleta, dyskobol.
Był oficerem policji, pracował w Dublinie od 1907 roku. Podczas igrzysk olimpijskich w Paryżu (1924) zajął 11. miejsce w eliminacjach z wynikiem 40,42 i nie awansował do finału.
Reprezentował Irlandię Północną na igrzyskach Imperium Brytyjskiego w 1934.
Pięciokrotnie (1924–1926, 1932 i 1934) zwyciężał w mistrzostwach Wielkiej Brytanii.

## Rekordy życiowe
- Rzut dyskiem – 46,19 (1927)